# Catada nebrida
Catada nebrida är en fjärilsart som beskrevs av George Francis Hampson. Catada nebrida ingår i släktet Catada och familjen nattflyn. Inga underarter finns listade i Catalogue of Life.